# Изъюров, Анатолий Степанович
Анатолий Степанович Изъюров (21 ноября 1932, Красная, Коми АССР — декабрь 1966, Вожаёль, Коми АССР) — коми писатель.

## Биография
Родился 6 декабря 1932 года в деревне Кряжская (с 1939 года — Красная) в Автономной области Коми (Зырян) (в 1936 году преобразована в республику).
В 1948—1950 годах обучался в Краснозатонском ремесленном училище №1. Работал кочегаром на пароходах «Пропагандист», «Аккатуй», «Разлив», «Виктор Гюго». Служил в Советской армии.
Первые шаги в писательстве начал делать в 1949 году. Работал в качестве шофёра, также трудился в роли разъездного корреспондента в Выльгортской районной газете, заместителя редактора газеты для заключенных. Его стихотворения и статьи печатались в журнале «Войвыв кодзув» и в газете «Коми колхозник».
Умер в декабре 1966 года. После смерти его стихи выходили в коллективном сборнике «Парма гор» (1984) и журнале «Войвыв кодзув» (2002).